# 白賴仁·史甸·尼路臣
白賴仁·史甸·尼路臣（丹麥語：Brian Steen Nielsen，1968年12月28日—）是一名前丹麥職業足球員，司職防守中場。他是1995年法赫德國王盃冠軍隊成員。現為丹麥球會奧胡斯體育總監。

## 國家隊生涯
1990年2月14日，丹麥作客埃及的友誼賽，白賴仁·史甸·尼路臣於下半場後備入替，首度為國家隊披甲。

## 榮譽
球員時代:
歐登塞
- 丹麥盃冠軍: 1993

AB
- 丹麥盃冠軍: 1999

丹麥國家隊
- 1995年法赫德國王盃冠軍: 1995

個人
- 1989年 丹麥最佳年青球員(21歲以下) [1]